# Meandrusa payeni
Meandrusa payeni là một loài bướm trong họ bướm Papilionidae.

## Phân loài
- Meandrusa payeni payeni (Java)
- Meandrusa payeni brunei (Fruhstorfer, 1894) (Bắc Borneo)
- Meandrusa payeni ciminius (Fruhstorfer, 1909) (Burma đến bán đảo Malaya, Sumatra)
- Meandrusa payeni evan (Doubleday, 1845) (Bhutan, Ấn Độ: Sikkim, Assam)
- Meandrusa payeni hegylus (Jordan, 1909) (Trung Quốc: Hải Nam)
- Meandrusa payeni langsonensis (Fruhstorfer, 1901) (Bắc Việt Nam)